# الغرفة التجارية الصناعية بمحافظة المخواة
الغرفة التجارية بالمخواة تعود نشأتها إلى عام 1428هـ، وعلى ضوء ذلك صدر قرار وزير التجارة والصناعة رقم 5342 وتاريخ 1428/5/27 هـ بالموافقة على تشكيل مجلس إدارة غرفة المخواة في دورتها الأولى لمدة اربع سنوات.
وبدأت الغرفة في مزاولة نشاطها وتقديم خدماتها وذلك في دار مؤجرة لمدة 13 سنة تقريباً، ثم انتقلت بعدها إلى مبناها الخاص عام 1441هـ، الواقع على طريق الملك فهد بمحافظة المخواة. والراصد لهذه المسيرة الممتدة لا بد له أن يقف بكل الإعزاز والتقدير لتسجيل صوت شكر وتقدير للرجال المخلصين الذين حملوا على عاتقهم مهمة التأسيس والعمل بكل أمانة وإخلاص حتى برزت الغرفة إلى حيز الوجود كواحدة من منارات النهضة المحافظات التابعة لها وهي (محافظة المخواة– محافظة قلوة– محافظة غامد الزناد– محافظة الحجرة)، وكعلامة فارقة في تجربة مجتمع الأعمال بالمنطقة ومشاركته الفعالة في خدمة المحافظات وتنميتها.

## نشأتها
أنشأت الغرفة التجارية المخواة بعد صدور قرار معالي وزير التجارة والصناعة هشام بن عبدالله يماني رقم 5342 وتاريخ 1428/5/27 هـ الموافق 2007/6/13 م بإنشاء غرفة تجارية وصناعية بمحافظة المخواة، بمنطقة الباحة.

## رؤية الغرفة
أن نكون النواة والمحرك الرئيسي لمجتمع قطاع الأعمال بالقطاع التهامي بمنطقة الباحة.

## رسالة الغرفة
تقديم الخدمات المميزة لتلبي متطلبات القطاع التجاري والصناعي وتحقيق تنمية اجتماعية واقتصادية مستدامه والعمل على تكريس نهج التطوير والتحديث في مختلف المجالات الاقتصادية والاجتماعية.

## خدمات الغرفة
تحرص الغرفة على تزويد القطاع الخاص بالعديد من الخدمات تتمثل في:

### خدمات اقتصادية
- اقتراح حلول عملية للمساعدة في اتخاذ القرار الاقتصادي السليم .
- والتنظيم الدوري للملتقيات والمنتديات الاقتصادية .
- واستضافة الوفود الأجنبية، وتوثيق العلاقات بالجهات المناظرة محلياً وعالمياً .
- وتوفير خدمات المعلومات والبحوث والدراسات والترجمة.
- وتقديم المشورة حول القضايا الاقتصادية.
- وتقديم التوصيات والمقترحات لتطوير الأنظمة التجارية والاقتصادية.
- وتنظيم المعارض والمهرجانات لخدمة القطاعات الاقتصادية.

### خدمات الاشتراكات
- خدمة التصاديق.
- خدمة التواقيع.
- خدمات تجارية.
- خدمة الفريق الاستشاري.
- مكتب الخدمات الخاصة (VIP).
- التكافل التعاوني خدمات عامة.
- خدمات المنشآت الصغيرة.
- خدمات قانونية.
- خدمات معلوماتية.
- البرامج التدريبية والتطويرية.
- خدمات التوظيف

## أعضاء مجلس الإدارة للدورة الحالية
| الاسم                          | المنصب                       |
| ------------------------------ | ---------------------------- |
| أحمد بن سعيد حسين العمري       | رئيس مجلس الإدارة            |
| عبدالله بن محمد عبدالله العمري | نائب أول لرئيس مجلس الإدارة  |
| فيصل بن سعيد عبدالله الغامدي   | نائب ثاني لرئيس مجلس الإدارة |
| أحمد بن علي سالم العمري        | عضو مجلس الإدارة             |
| علي بن عوض علي العمري          | عضو مجلس الإدارة             |
| عيدان بن علي سعيد الزهراني     | عضو مجلس الإدارة             |
| خيره بنت هزاع حاسن الزهراني    | عضو مجلس الإدارة             |
| مساعد بن سعيد عايض القحطاني    | عضو مجلس الإدارة             |

## غرف تجارية سعودية أخرى
- اتحاد الغرف السعودية
- الغرفة التجارية الصناعية بالرياض
- الغرفة التجارية الصناعية بالباحة
- الغرفة التجارية الصناعية بمكة المكرمة
- الغرفة التجارية الصناعية بجدة
- الغرفة التجارية الصناعية بالمدينة المنورة
- الغرفة التجارية الصناعية بتبوك

## روابط خارجية
- الغرفة التجارية الصناعية بمحافظة المخواة- (الموقع الرئيسي).